# Schindlauer Häuseln
Die Schindlauer Häuseln sind eine Siedlung in der Gemeinde Ulrichsberg im Bezirk Rohrbach in Oberösterreich.

## Geographie
Die Streusiedlung Schindlauer Häuseln befindet sich östlich des Gemeindehauptorts Ulrichsberg und gehört zur Ortschaft Schindlau. Sie liegt im Einzugsgebiet des Sonnleithenbachs. Bei der Siedlung erstrecken sich Mooskiefernwälder. Sie ist Teil der 22.302 Hektar großen Important Bird Area Böhmerwald und Mühltal.